# Vändra (Räpina)
Vändra is een plaats in de Estlandse gemeente Räpina, provincie Põlvamaa. De plaats heeft de status van dorp (Estisch: küla) en telt 28 inwoners (2021).
De plaats lag tot in oktober 2017 in de gemeente Veriora. In die maand werd Veriora bij de gemeente Räpina gevoegd.

## Geschiedenis
Vändra werd voor het eerst genoemd in 1616 onder de naam Wedrma. In het Estisch heette het dorp Vändrama. Pas in 1998 werd de naam ingekort tot Vändra.
In 1682 stond er een molen bij Vändra, die in 1920 in elk geval verdwenen was. In de 19e eeuw behoorde Vändra tot het landgoed Paulenhof (Veriora). In de tweede helft van die eeuw lag er een veehouderij bij Vändra. In de jaren twintig van de 20e eeuw kreeg de plaats de status van dorp.